# Mu
Mu er navnet på en forsvunden ø (eller et kontinent) i Stillehavet, som i lighed med Atlantis i Atlanten og Lemuria i Indiske ocean hævdes at være sunket i havet. Mu forekommer især i pseudovidenskabelige sammenhænge, samt i science fiction og lignende litteratur. Geologer er temmelig sikre på at en sådan ø aldrig har eksisteret i Stillehavet.

## Mu – Kilden til den egyptiske kultur
Mu skal have været et kontinent, der i modsætning til Atlantis er sunket i Stillehavet. Denne påstand blev fremført af den britiske arkæolog James Churchward i 1926. Han beskrev i sine redegørelser et land med et uhyre fremskreden kultur, der gik til grunde ved et vulkanudbrud for 50.000 år siden sammen med et helt kontinent. Han var ikke den første, der berettede om Mu, idet franskmanden Charles – Étienne Brasseur de Bourbourg allerede i 1864 havde offentliggjort sin teori om det sunkne kontinent. Som sin kildetekst nævnte han den af ham oversatte ”Codex Troano”, første del af kodeksen ” Tro Cortesianus”, en af de tre bøger, der stadig er bevaret af den engang så omfattende maya–litteratur. Ganske få år efter Brasseurs publikation rejste den franske fotograf og amatørarkæolog Augustus Le Plongeon til maya-ruinerne på halvøen Yucatán for at foretage udgravninger. Han udfærdigede sin egen oversættelse af ”Codex Troano” under betydelige indflydelse af Brasseur og sine egne fortolkninger af vægmalerier i ruinbyen Chichen Itza. Det blev til en vidtløftig beretning om livet i Mu, som kulminerede med, at kontinentets prinsesse flygtede før undergangen og i form af gudinden Isis blev grundlæggeren af den egyptiske kultur, hvilket ifølge Le Plongeon forklarer ligheden mellem egypternes og mayaernes skrift. Le Plongeon hævder i sine redegørelser fra 1896, at han under udgravningerne var stødt på en stenurne med de jordiske rester af en af prinserne fra Mu.

### Eller blot en fejloversættelse?
Da Brasseur arbejdede på sin oversættelse af ”Codex Troano” tog han det såkaldte Landa-alfabet, opkaldt efter biskoppen på Yucatán, Diego de Landa, til hjælp. Hvordan hans udgave af ”Codex Troano” opstod, er det ikke længere muligt at fastslå. Sikkert er det dog, at meningsfulde oversættelser er umulige ved hjælp af Landaalfabetet, og at Brasseur under sit arbejde desuden tog sig store friheder. Selv om mayaskriften stadig ikke er fuldstændigt tydet, kan man med sikkerhed sige, at ”Codex Troano” beskæftiger sig med astrologi og ikke med et kontinents undergang.
Le Plongeon drog konklusioner, der af fagfolk blev afvist som fri fantasi. Påstande om, at de egyptiske hieroglyffer skulle kunne føres tilbage til mayaernes skrift, har vist sig uden hold i virkeligheden, da der ikke er nogen påviselige forbindelse mellem dem. James Churchwards tvivlsomme følgeslutninger og mangelfulde kildeangivelser betød, at hans påstande allerede kort tid efter deres offentliggørelse blev lagt på is.
Skønt teorien om dette sunkne kontinent har vist sig uholdbar, har den stadig mange tilhængere.

## Mu i popkulturen
Den britiske musikgruppe The KLF (også kendt under navnet The Justified Ancients Of Mu Mu) havde i begyndelsen af 1990'erne et stort hit med sangen Justified & Ancient, hvor de (sammen med Tammy Wynette) synger om landet Mu eller Mu Mu, som de ofte kaldte det. Inspirationen till dette fik de fra Robert A. Wilsons og Robert Sheas Illuminatus-trilogi, hvor The Ancients Of Mu er en anarkistgruppe som kæmper mod konservatisme og undertrykkelse.